# Brandon Marshall
Brandon Tyrone Marshall (nascido em 23 de março de 1984) é um jogador de futebol americano aposentado que jogava como Wide Receiver na National Football League (NFL). Ele jogou futebol americano universitário na Universidade da Flórida Central e foi selecionado pelo Denver Broncos na quarta rodada do Draft de 2006 da NFL. Marshall também jogou no Miami Dolphins, Chicago Bears, New York Jets, New York Giants, Seattle Seahawks e New Orleans Saints.
Marshall é conhecido por sua habilidade de quebrar e desviar de tackles. A respeito da habilidade de Marshall, Brandon Flowers disse: "Brandon Marshall é um jogador de linha defensiva que joga com um wide receiver. Ele quer que você tente atacá-lo para que ele possa empurrá-lo e ganhar mais jardas"  o Cornerback Nnamdi Asomugha disse que Marshall é "o cara mais difícil de derrotar no um-contra-um".
Em 13 de dezembro de 2009, contra o Indianapolis Colts, Marshall estabeleceu um recorde da NFL para recepções em um jogo com 21. Ele também é um dos seis jogadores na história da NFL a pegar pelo menos 100 passes em três temporadas consecutivas.

## Primeiros anos
Marshall nasceu em Pittsburgh, Pensilvânia, e mais tarde morou na Geórgia e na Flórida, onde jogou futebol americano no Lake Howell High School.
Marshall também jogou basquete e praticou atletismo em Lake Howell. Ele jogou tanto no ataque quanto na defesa, conquistando honras de All-State e foi eleito o Melhor Jogador do Ano de Seminole County.
No atletismo, Marshall competiu como um saltador. Como veterano, ele venceu o campeonato de salto triplo estadual Classe 3A, alcançando um salto de 14,81 metros, e também ficou em nono no salto em distância, registrando um salto de 6,88 metros. Como um dos principais competidores em salto em altura, ele fez 1,98 metros no FHSAA 3A District 7 Meet em 2002, ficando em segundo lugar. 
Marshall era um atleta acadêmico da Universidade de Central Florida e foi selecionado para a equipe All-C-USA.

## Carreira na Faculdade
Marshall freqüentou a Universidade de Central Florida, onde jogou um total de 44 jogos (21 como titulares) como wide receiver no time de futebol americano, UCF Knights. Ele teve 112 recepções, 1.674 jardas e 13 touchdowns em sua carreira na Central Florida.
Como calouro, ele teve um papel limitado e teve apenas duas recepções para 18 jardas e um touchdown. No segundo ano, ele teve 27 recepções para 363 jardas e dois touchdowns. Em seu terceiro ano, ele teve oito recepções para 84 jardas e teve uma interceptação na defesa. Sua melhor temporada veio em 2005, na sua última temporada. Ele jogou em 13 jogos e teve seu números mais altos em recepções (74), jardas (1.195) e touchdowns (11). O melhor jogo da carreira de Marshall veio em 2005 no Hawaii Bowl, onde ele teve 11 recepções para 210 jardas e três touchdowns. Ele foi nomeado MVP do jogo. Por seus esforços durante a temporada de 2005, Marshall foi selecionado para o segundo time do All-C-USA.
Marshall também jogou como safety em sete jogos durante a temporada de 2004 devido a lesões dos seus companheiros. Ele fez seu primeiro jogo no colegial como safety em 4 de outubro de 2004 contra Buffalo. Ele teve quatro tackles, incluindo metade de um sack. Marshall liderou toda a sua equipe em tackles (51) durante a temporada de 2004. 

### Estatísticas da Universidade
| Ano   | Faculdade | Ano      | Pos   | G     | Rec | Jardas | Avg  | TD | Corrida | M  | Avg  | TD |
| ----- | --------- | -------- | ----- | ----- | --- | ------ | ---- | -- | ------- | -- | ---- | -- |
| 2002  | UCF       | Primeiro | WR    | 9     | 2   | 18     | 9.0  | 0  | 1       | -6 | -6.0 | 0  |
| 2003  | UCF       | Segundo  | WR    | 12    | 28  | 377    | 13.5 | 2  | 1       | 8  | 8.0  | 0  |
| 2004  | UCF       | Terceiro | WR    | 10    | 8   | 84     | 10.5 | 0  |         |    |      |    |
| 2005  | UCF       | Quarto   | WR    | 13    | 74  | 1195   | 16.1 | 11 | 1       | 3  | 3.0  | 0  |
| Total | Total     | Total    | Total | Total | 112 | 1674   | 14.9 | 13 | 3       | 5  | 1.7  | 0  |

## Carreira Profissional
| 1.94 m                                                                              | 104 kg | 4.54 s | 1.67 s | 2.74 s | 4.39 s | 6.99 s | 0.94 m | 3.05 m | 28 repetições |
| Todos os valores da NFL Combine, exceto para 20-ss e 3-cone, que são de UCF Pro Dia |        |        |        |        |        |        |        |        |               |

### Denver Broncos
O Denver Broncos selecionou Marshall na 119ª seleção geral na quarta rodada do Draft de 2006.

#### Temporada de 2006
Antes do início da temporada regular, Marshall sofreu uma ligeira ruptura de seu ligamento cruzado posterior no jogo de pré-temporada contra o Detroit Lions. Embora a contusão o tenha afastado por algumas semanas, ele conseguiu retornar e jogar em 15 jogos (1 partida como titular) durante a temporada regular. Marshall teve um total de 20 recepções, 309 jardas e 2 touchdowns no seu ano de estreia.
Em 22 de outubro, contra o Cleveland Browns, ele teve seu primeiro touchdown na NFL. Ele pegou um passe em cada um dos sete jogos finais da temporada dos Broncos, totalizando 18 recepções, 287 jardas e 1 touchdown. O único touchdown aconteceu durante um jogo da NBC Sunday Night Football contra o Seattle Seahawks em 3 de dezembro de 2006. Nesse jogo, o quarterback dos Broncos Jay Cutler (que estava fazendo sua estréia na NFL) lançou um passe para Marshall no lado direito do campo. Marshall quebrou e se afastou de três tackles em seu caminho para um touchdown de 71 jardas. Foi o segundo passe mais longo de novato para novato na história dos Broncos.

#### Temporada de 2007

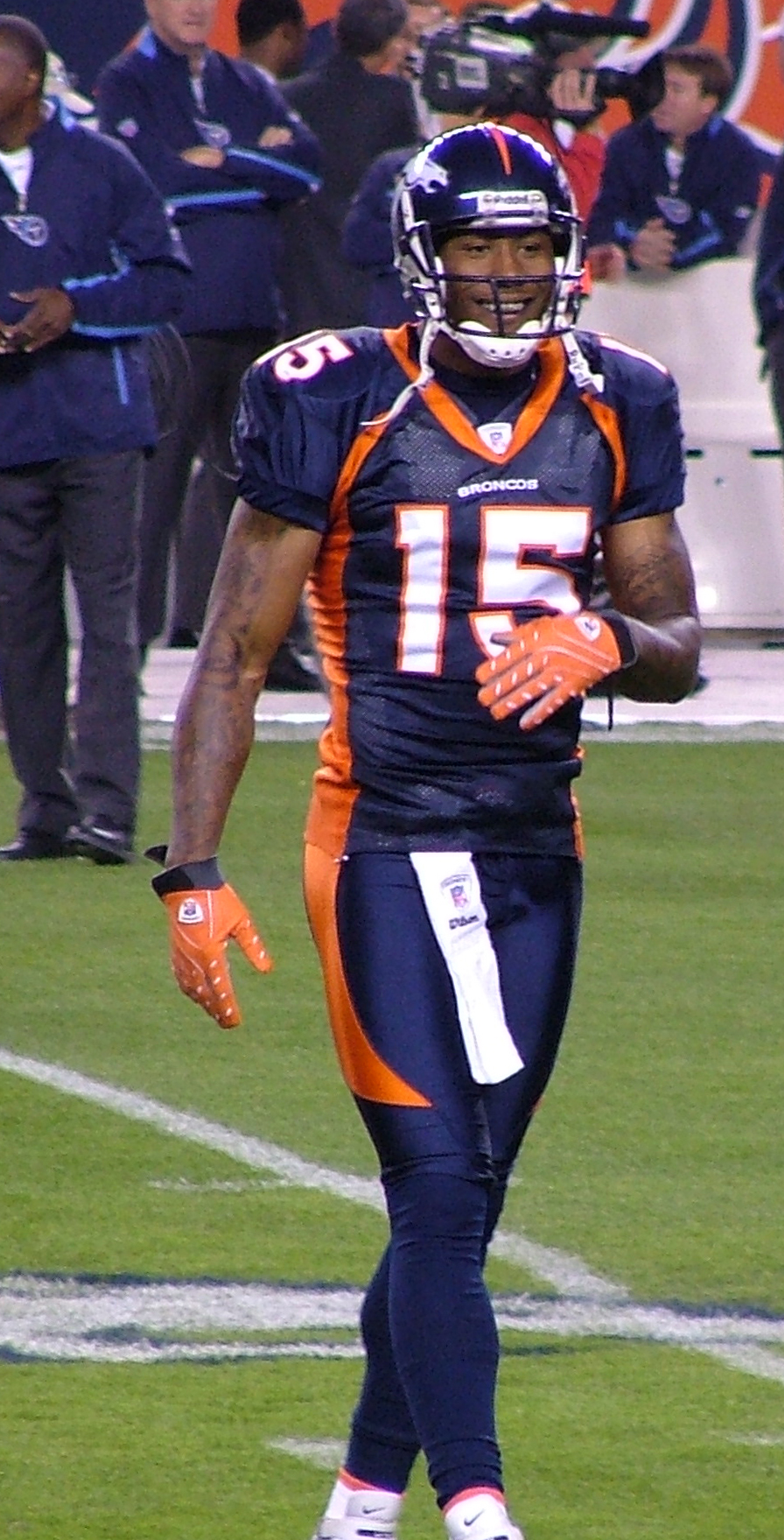
Marshall em 2007

Marshall teve lesões antes do início da temporada de 2007. Ele sofreu uma lesão na virilha que o manteve fora do treinamento da equipe durante os meses de maio e junho. Ele também rompeu um músculo do quadríceps femoral em 10 de julho de 2007. A lesão o deixou fora de quase todo o período de treinamento até que o técnico do Broncos, Mike Shanahan, o liberou para participar nos últimos dias.
Em 13 de dezembro de 2007, em uma derrota no Thursday Night Football contra Houston Texans, Marshall recebeu 11 passes para 107 jardas. Nove dessas recepções ocorreram no primeiro tempo. Marshall se tornou o único wide receiver na história dos Broncos a ter pelo menos 10 recepções em dois jogos consecutivos. 
Na véspera de Natal de 2007, em uma derrota no Monday Night Football para o San Diego Chargers, Marshall pegou seis passes para 75 jardas. Em 30 de dezembro de 2007, em uma vitória em casa contra o Minnesota Vikings, Marshall pegou 10 passes para 114 jardas e um touchdown. As 10 capturas totalizaram 102 recepções no ano - sua primeira temporada de 100 recepções. Ele se tornou apenas o terceiro jogador de segundo ano na história da NFL a ter pelo menos 100 recepções em uma temporada, juntando-se a Isaac Bruce e Larry Fitzgerald.
Durante a temporada de 2007, Marshall teve os maiores números do time em recepções (102), jardas (1.325) e touchdowns (7). 
Marshall alcançou o marco de 1.000 jardas durante o 13º jogo da temporada, que foi uma vitória em casa por 41-7 sobre o Kansas City Chiefs. No jogo, Marshall teve 10 recepções para 115 jardas e 2 touchdowns.
Entre todos os wide receiver na NFL, Marshall ficou em quinto lugar em recepções (102), sexto em recepção (1325), segundo em jardas (505), primeiro em jardas após o primeiro contato (319) e empatado em quarto lugar nas recepções que levaram a primeiros descidas (70).
Após a temporada de 2007, Marshall, Cutler e Tony Scheffler foram para Atlanta, Georgia para treinar para a temporada de 2008.

#### Temporada de 2008

##### Lesão não relacionada ao futebol
Em 22 de março de 2008, Marshall escorregou em uma sacola vazia de McDonald's enquanto lutava com membros da família e, posteriormente, caiu em um aparelho de televisão em sua casa em Orlando, Flórida - cortando seu antebraço direito.
De acordo com Steve Antonopulos, médico dos Broncos, Marshall "sofreu lacerações no antebraço direito que atingiram uma artéria, uma veia, um nervo, dois tendões e três músculos". Ele foi tratado em um hospital local e depois liberado depois de precisar de vários pontos. Marshall usou uma tipóia até maio. Ele foi liberado no final de junho para treinar com os Broncos. Mais tarde, ele revelou que sua mão direita ficava dormente durante toda a temporada de 2008.

##### Suspensão
Marshall recebeu oficialmente uma suspensão de três jogos da NFL em 5 de agosto de 2008, devido a problemas legais fora do campo, incluindo direção embriagada e prisão por violência doméstica. Ele recorreu da decisão e ganhou, reduzindo a punição para um jogo e uma multa de dois cheques no valor de US $ 52.353.

##### Recordes da NFL
No primeiro jogo de Marshall após a suspensão, ele pegou 18 passes para 166 jardas e um touchdown, em uma vitória em casa por 39-38 sobre o San Diego Chargers. As 18 recepções foram um recorde um único jogo dos Broncos e empataram em segundo lugar na história da NFL, atrás apenas de Terrell Owens, que conseguiu 20 passes para o San Francisco 49ers em um jogo durante a temporada 2000 da NFL. As 18 recepções de Marshall deram a ele 55 recepções em cinco jogos, o que é um recorde da NFL. Ele é o primeiro jogador na história da NFL a registrar pelo menos 10 recepções em quatro jogos. Sua performance contra os Chargers também lhe rendeu o prêmio de Jogador Ofensivo da Semana da AFC pela primeira vez em sua carreira.

###### Tentativa de celebração
Marshall recebeu atenção por uma tentativa de comemoração de touchdown durante a vitória por 34-30 sobre o Cleveland Browns em uma partida no Thursday Night Football em 6 de novembro de 2008. Com mais de um minuto sobrando no jogo, Marshall fez o touchdown e então começou a tirar uma luva de suas calças, o wide receiver de Denver, Brandon Stokley, pediu que ele guardasse a luva, já que poderia ser considerado um adereço de comemoração, que é contra as regras da NFL. 
Marshall explicou mais tarde que ele pretendia colocar a luva (que era branca com metade dela pintada de preto) como um meio de honrar o progresso racial nos Estados Unidos, seguindo o país que elegeu Barack Obama como presidente dois dias antes. Sobre a tentativa de celebração do touchdown, Marshall disse: "Eu sei que nas Olimpíadas de 1968 no México, Tommie Smith e John Carlos ergueram a luva preta e o punho como um silencioso gesto de poder negro e libertação. Quarenta anos depois, eu queria fazer minha própria declaração. Eu queria fazer minha própria declaração e gesto para representar o progresso que fizemos ".
Smith e Carlos não viram a tentativa de Marshall quando aconteceu ao vivo, mas ambos disseram que apreciaram e entenderam a intenção de Marshall. "Ele queria deixar uma marca na história e sentir que ele fazia parte da mudança para melhor", disse Smith. "Ele tinha a ideia certa em termos do que ele estava tentando fazer", disse Carlos.

##### Lugar no ranking da NFL
Em 7 de dezembro de 2008, no 13º jogo da temporada, Marshall pegou 11 passes para 91 jardas e dois touchdowns, como parte de uma vitória por 24-17 sobre o Kansas City Chiefs. As 91 jardas deram a ele mais de 1.000 jardas pela segunda temporada consecutiva. Marshall teve seu segundo jogo multi-touchdown também; o primeiro também ocorreu em uma vitória em casa sobre os Chiefs no 13º jogo da temporada anterior. Esse jogo também foi onde Marshall chegou a 1.000 jardas na temporada pela primeira vez em sua carreira.
Marshall terminou a temporada em terceiro lugar entre os receptores da NFL em recepções (104), sétimo em jardas (1.265), quinto em jardas por jogo (84.3), sétimo em jardas após a recepção (419), terceiro em recepções que levaram a primeira descida (65). As 104 recepções foram a maior da carreira de Marshall e também fez dele apenas o nono jogador na história da NFL (segundo jogador dos Broncos) a ter pelo menos 100 recepções em temporadas seguidas. 
Ele terminou em primeiro lugar na votação dos fãs para wide receiver da AFC no Pro Bowl de 2009. Ele recebeu 18 votos a mais do que Randy Moss e foi escolhido como titular.

#### Temporada de 2009
Marshall fez uma cirurgia no quadril em 31 de março de 2009 para reparar uma lesão que o incomodou durante a temporada de 2008. Ele voltou a tempo de participar dos primeiros treinamentos no final de julho; no entanto, ele não se comprometeu totalmente. Isso levou os Broncos a suspendê-lo nos dois últimos jogos da pré-temporada (ele não jogou nos dois primeiros) por conduta prejudicial à equipe.
Em uma vitória em casa por 26-6 no Dia de Ação de Graças sobre o New York Giants, Marshall registrou seis recepções (incluindo duas com uma mão) para 86 jardas. Seu desempenho lhe rendeu o Pudding Pie Award, que é dado ao MVP do jogo pela NFL Network.
Em 13 de dezembro de 2009, Marshall quebrou o recorde de Terrell Owens de recepções em um jogo com 21, em uma derrota por 28-16 para o Indianapolis Colts. Owens disse: "Ele é apenas um trabalhador esforçado... Desejo a ele boa sorte. Ele terá uma ótima carreira." Marshall tornou-se o primeiro jogador desde 1960 a registrar oito jogos na carreira de pelo menos 10 recepções em suas primeiras quatro temporadas. Durante o jogo contra os Colts, ele também teve dois touchdowns e 200 jardas de recepção. O desempenho de Marshall lhe rendeu o prêmio de Jogador Ofensivo da AFC pela segunda vez em sua carreira.
Em 27 de dezembro de 2009, em uma derrota por 30-27 para o Philadelphia Eagles, Marshall alcançou seu 100º passe da temporada. Ele se tornou apenas o quinto jogador na história da NFL (primeiro jogador dos Broncos) a fazê-lo em três temporadas consecutivas (anteriormente Jerry Rice, Herman Moore, Marvin Harrison, Wes Welker e Antonio Brown). Marshall foi nomeado para o seu segundo Pro Bowl consecutivo em 29 de dezembro.
Marshall foi para o banco no último jogo da equipe na temporada regular pelo treinador Josh McDaniels por não ter chegado a uma sessão de fisioterapia a tempo. Eles não foram para os playoffs pelo quarto ano consecutivo.
Marshall encerrou a temporada empatado em terceiro lugar entre os wide receiver da NFL em recepções (101), empatado em sétimo em touchdowns (10), sétimo em jardas após a recepção (527).

### Miami Dolphins

#### Temporada de 2010

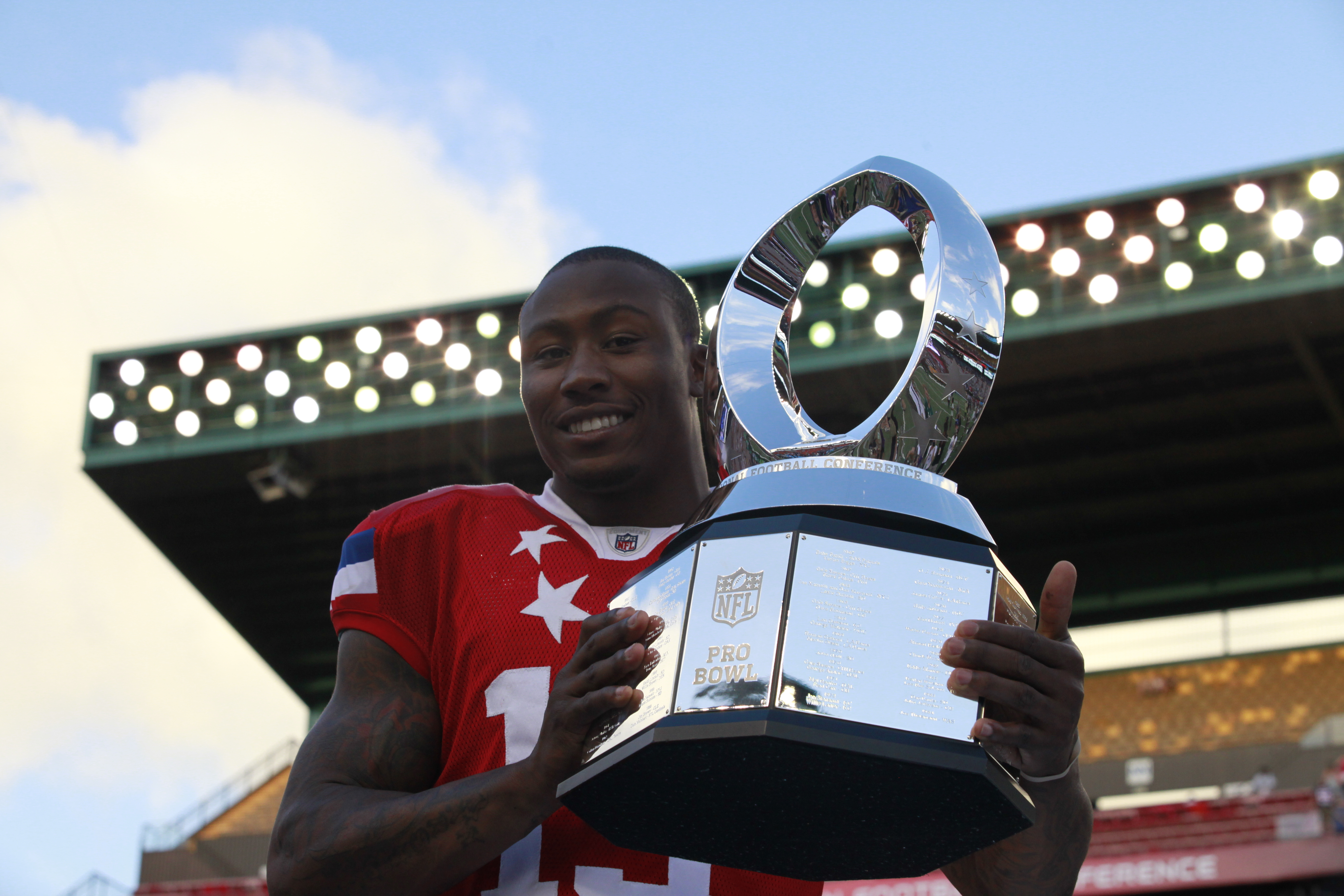
Marshall com o troféu de MVP do Pro Bowl de 2011.

Em 14 de abril de 2010, Marshall foi negociado pelo Denver Broncos para o Miami Dolphins em troca de uma escolha de segunda rodada no Draft de 2010 e uma escolha de segunda rodada no Draft de 2011. No mesmo dia, os Dophins e Marshall concordaram com um contrato de 4 anos no valor de US $ 47,5 milhões.
Marshall terminou a temporada com 86 recepções para 1.014 jardas e três touchdowns. 
Sua série de três anos consecutivos com 100 ou mais recepções chegou ao fim, mas ele aumentou sua sequência de 1.000 jardas para quatro anos consecutivos. Seus melhores desempenhos da temporada ocorreram na semana 3 contra o New York Jets (10 recepções para 166 jardas e 1 touchdown), na semana 6 contra o Green Bay Packers (10 recepções para 125 jardas), na semana 15 contra Buffalo Bills (11 recepções para 105 jardas e 1 touchdown) e na semana 16 contra o Detroit Lions (10 recepções para 100 jardas).

#### Temporada de 2011
Na temporada de 2011, Marshall pegou 81 passes para 1.214 jardas e 6 touchdowns. Foi a segunda temporada consecutiva que ele teve 80 ou mais recepções.
No Pro Bowl, Marshall estabeleceu um recorde ao pegar 6 passes para 176 jardas e 4 touchdowns. Ele foi nomeado o MVP do jogo.

### Chicago Bears

#### Temporada de 2012

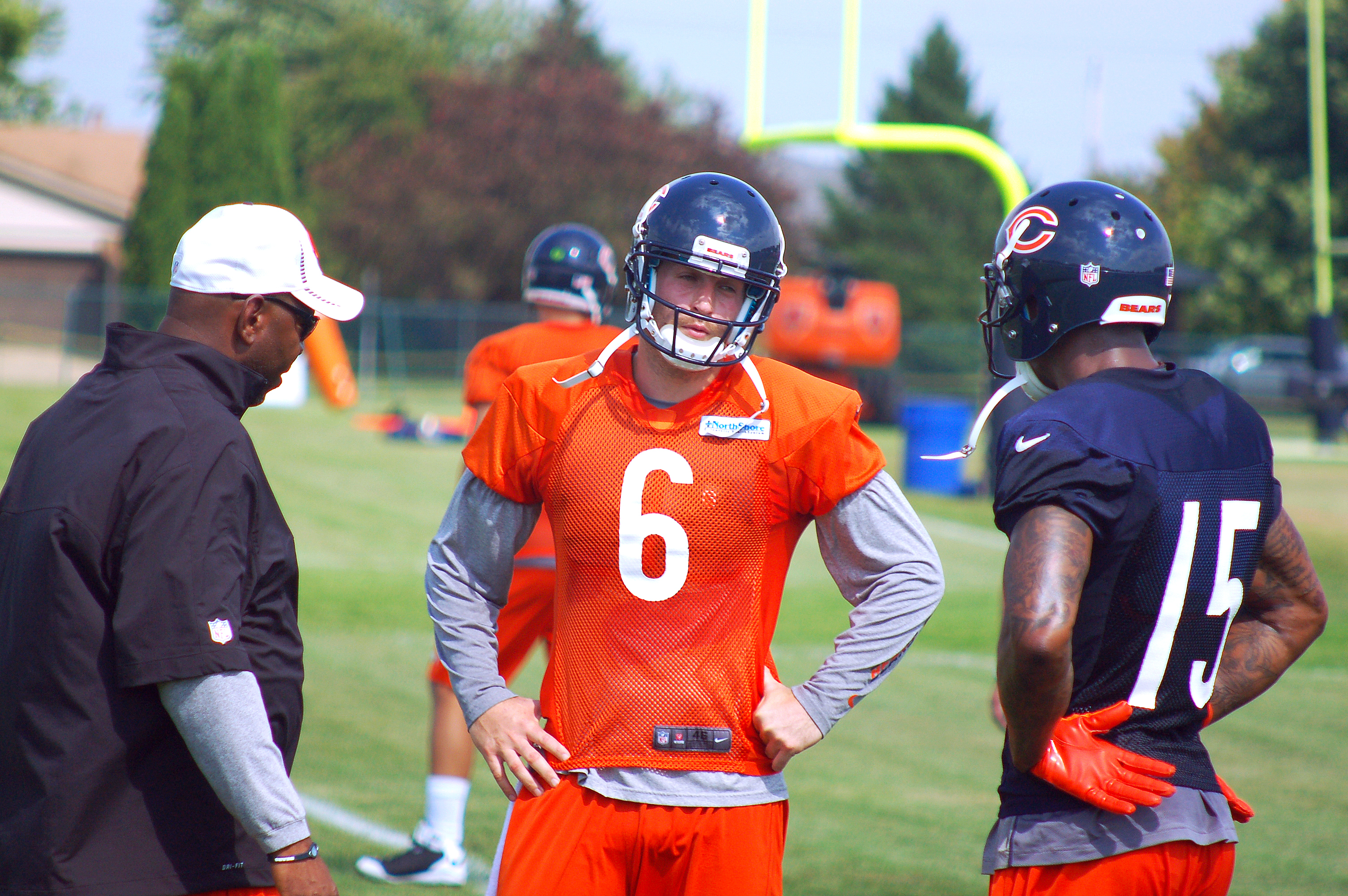
Marshall (à direita) conversando com o quarterback do Bears, Jay Cutler, durante um treinamento.

Marshall foi negociado para o Chicago Bears em 13 de março de 2012, em troca de uma seleção de terceira rodada do draft de 2012 e uma escolha no draft de 2013, reunindo-o com o ex-companheiro de Broncos, Jay Cutler.
Em sua estréia nos Bears contra o Indianapolis Colts, Marshall pegou 9 passes para 119 jardas, foi a vigésima vez que ele ultrapassou cem jardas em sua carreira. Ele também pegou um passe para touchdown de 3 jardas, com os Bears vencendo por 41–21. Depois que os Bears venceram o Detroit Lions na semana 7, Marshall foi multado em US $ 10.500 por usar chuteiras cor de laranja. 
Na semana 12 contra o Minnesota Vikings, Marshall registrou 12 recepções para 92 jardas e passou a marca de 1.000 jardas em uma temporada pela sexta vez em sua carreira, fazendo de Marshall o primeiro receptor dos Bears a realizar o feito desde Marty Booker em 2002.
Duas semanas depois contra os Vikings, Marshall registrou dez recepções para 160 jardas, passando a marca de Booker com um total de 101 recepções. Na semana 16 contra o Arizona Cardinals, Marshall quebrou o recorde da franquia de Marcus Robinson de jardas em 1999. Em 26 de dezembro,
Marshall foi nomeado para o Pro Bowl 2013, fazendo dele o segundo receptor dos Bears a ser nomeado para o jogo desde Dick Gordon em 1971. No entanto, Marshall não jogou no Pro Bowl devido a ter um procedimento artroscópico em seu quadril e foi substituído por Larry Fitzgerald. 
Marshall terminou a temporada com 118 recepções, 89 recepções a mais do que o outro recebedor dos Bears, Earl Bennett.

#### Temporada 2013

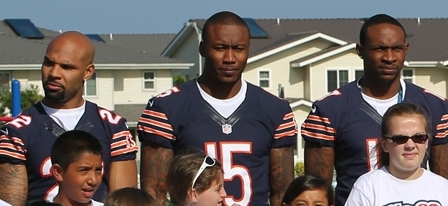
Marshall (centro), junto com Alshon Jeffery (à direita) e Matt Forte (à esquerda)

Marshall abriu a temporada de 2013, fazendo o touchdown da vitória contra o Cincinnati Bengals na semana 1. 
Na semana 6 contra o New York Giants, Marshall declarou que usaria chuteiras verdes para apoiar sua fundação de doença mental e promover a Semana de Conscientização sobre Saúde Mental; Esperava-se que Marshall fosse multado, então ele disse: "Eu vou ser multado, e vou ignorar isso. Queremos fazer parceria com uma instituição de caridade contra o câncer". Marshall, eventualmente, foi multado em US $10.500 pela liga. 
Marshall encerrou 2013 com 100 recepções para 1.295 jardas e 12 touchdown, que é a terceira maior marca na história da franquia, atrás de Ken Kavanaugh e Dick Gordon com 13 em 1947 e 1970, respectivamente, e a maior de um jogador dos Bears desde 12 de Curtis Conway em 1995. Também foi a quinta temporada de Marshall com 100 ou mais recepções, empatado com Wes Welker e Andre Johnson como maiores sequencias da história da liga. Além disso, Marshall é o primeiro jogador da história do Bears a registrar múltiplas temporadas de 100 recepções.

#### Temporada de 2014
Em 19 de maio de 2014, Marshall assinou um contrato no valor de US $ 39,3 milhões por quatro anos. O acordo continha US $ 22,3 milhões garantidos, incluindo um bônus de assinatura de US $ 7,5 milhões. Outros $ 700.000 estavam disponíveis através de uma aparição dos Bears no Super Bowl em qualquer uma das três temporadas.
Na semana 2, contra o San Francisco 49ers, ele teve cinco recepções para 48 jardas e três touchdowns na vitória por 28-20. Durante a semana 14 contra os Cowboys, Marshall levou uma porrada nas costas de Barry Church, sofrendo duas costelas quebradas e um pulmão colapsado. Marshall deixou o campo de ambulância. Em 5 de dezembro, ele foi descartado pelo resto da temporada.
No geral, ele terminou a temporada de 2014 com 61 recepções para 721 jardas e oito touchdowns.

### New York Jets

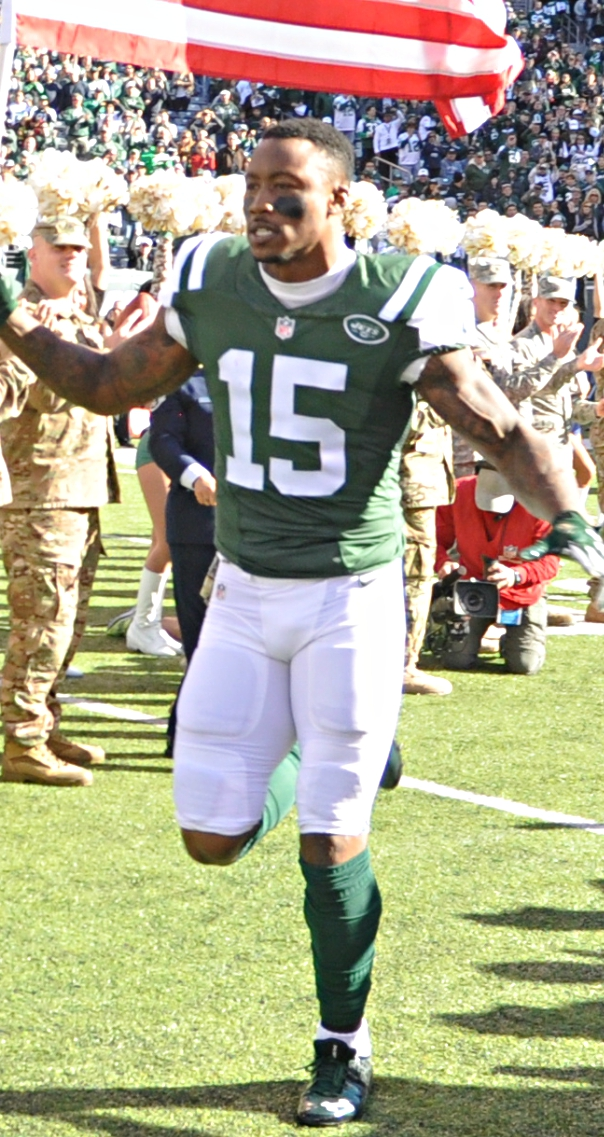
Marshall nos Jets em 2015

#### Temporada de 2015
Os Bears trocaram Marshall e uma escolha de sétima rodada no Draft de 2015 para o New York Jets em troca de uma seleção de quinta rodada do draft em 10 de março de 2015.
Da semana 2 até a semana 5, Marshall ganhou mais de 100 jardas em quatro jogos seguidos. Na semana 3, Marshall ultrapassou a marca de 10.000 jardas em sua carreira. Na vitória da Semana 13 contra o New York Giants, seu jogo de 131 jardas deu a ele sua oitava temporada de 1.000 jardas de sua carreira. Marshall tornou-se o primeiro jogador da história da NFL a ter 1.000 jardas com quatro equipes diferentes (3 vezes com Denver, 2 vezes com Miami, 2 vezes com Chicago e 1 vezes com NYJ). Na semana 16, Marshall registrou 115 jardas e 2 touchdowns na vitória por 26-20 sobre o New England Patriots.
Marshall terminou a temporada com 109 recepções para 1.502 jardas e 14 touchdowns. As 109 recepções de Marshall ficaram em quinto lugar na NFL na temporada de 2015. Marshall terminou no top 5 entre os receptores da NFL em recepções, jardas e touchdowns em 2015. Ele foi nomeado para o seu sexto Pro Bowl e foi classificado em 25º pelos seus companheiros no NFL Top 100 Players de 2016.

#### Temporada de 2016
A temporada de 2016 se tornou menos produtiva do que no ano anterior, devido principalmente a bolas perdidas, rotação constante na posição de quarterback e controvérsia no vestiário com o companheiro de equipe Sheldon Richardson. Ele foi titular em 15 jogos e terminou a temporada com 788 jardas três touchdowns.
Depois que a temporada de 2016 terminou, Marshall foi dispensado pelos Jets no final de fevereiro.

### New York Giants
Marshall assinou um contrato de dois anos no valor de US $ 12 milhões com o New York Giants. 
Em 10 de setembro de 2017, na derrota por 19-3 para o Dallas Cowboys no NBC Sunday Night Football, Marshall teve uma recepção para dez jardas em sua estréia no Giants.
Em 8 de outubro de 2017, Marshall foi retirado de campo depois de machucar o tornozelo na derrota por 27-22 para o Los Angeles Chargers. No dia seguinte, Marshall anunciou em um post no Instagram que ele passaria por uma cirurgia que terminaria sua temporada.
Ele terminou a temporada de 2017 com 18 recepções para 154 jardas e zero touchdowns.
Em 19 de abril de 2018, Marshall foi dispensado pelos Giants e foi considerado um fracasso pelos fãs e pela mídia esportiva de Nova York.

### Seattle Seahawks
Marshall assinou um contrato de um ano com o Seattle Seahawks no valor de US $ 2 milhões em 29 de maio de 2018. Ele foi solto em 13 de dezembro de 2018, após não aparecer em nenhum jogo. Marshall se aposentou logo em seguido.

## Estatísticas da Carreira
| Ano      | Time     | Jogos      | Jogos   | Recebendo | Recebendo | Recebendo | Recebendo | Recebendo | Correndo | Correndo | Correndo | Correndo | Correndo | Fumbles | Fumbles  |
| Ano      | Time     | Disputados | Titular | Rec       | Jardas    | Média     | Lng       | TD        | Ten      | Jardas   | Média    | Lng      | TD       | Fum     | Perdidos |
| -------- | -------- | ---------- | ------- | --------- | --------- | --------- | --------- | --------- | -------- | -------- | -------- | -------- | -------- | ------- | -------- |
| 2006     | DEN      | 15         | 1       | 20        | 309       | 15,5      | 71E       | 2         | 2        | 12       | 6,0      | 6        | 0        | 1       | 0        |
| 2007     | DEN      | 16         | 16      | 102       | 1 325     | 13,0      | 68E       | 7         | 5        | 57       | 11,4     | 24       | 0        | 3       | 1        |
| 2008     | DEN      | 15         | 15      | 104       | 1 265     | 12,2      | 47        | 6         | 2        | −4       | −2,0     | 7        | 0        | 4       | 3        |
| 2009     | DEN      | 15         | 13      | 101       | 1 120     | 11,1      | 75E       | 10        | 7        | 39       | 5,6      | 14       | 0        | —       | —        |
| 2010     | MIA      | 14         | 14      | 86        | 1 014     | 11,8      | 46        | 3         | 2        | 3        | 1,5      | 4        | 0        | 2       | 1        |
| 2011     | MIA      | 16         | 16      | 81        | 1 214     | 15,0      | 65E       | 6         | 1        | 13       | 13,0     | 13       | 0        | 1       | 1        |
| 2012     | CHI      | 16         | 16      | 118       | 1 508     | 12,6      | 56        | 11        | 1        | -2       | -2,0     | -2       | 0        | 2       | 0        |
| 2013     | CHI      | 16         | 16      | 100       | 1 295     | 13,0      | 44        | 12        | 0        | 0        | 0,0      | 0        | 0        | 0       | 0        |
| 2014     | CHI      | 13         | 13      | 61        | 721       | 11,8      | 47        | 8         | 0        | 0        | 0,0      | 0        | 0        | 1       | 1        |
| 2015     | NYJ      | 16         | 16      | 109       | 1 502     | 13,8      | 69E       | 14        | 0        | 0        | 0,0      | 0        | 0        | 3       | 2        |
| 2016     | NYJ      | 15         | 15      | 59        | 788       | 13,4      | 41        | 3         | 0        | 0        | 0,0      | 0        | 0        | 0       | 0        |
| 2017     | NYG      | 5          | 5       | 18        | 154       | 8,6       | 18        | 0         | 0        | 0        | 0,0      | 0        | 0        | 0       | 0        |
| 2018     | SEA      | 1          | 0       | 3         | 46        | 15,3      | 20E       | 1         | 0        | 0        | 0,0      | 0        | 0        | 0       | 0        |
| Carreira | Carreira | 173        | 156     | 962       | 12 261    | 12,7      | 75E       | 83        | 20       | 118      | 5,9      | 24       | 0        | 17      | 9        |

## Vida pessoal
Marshall foi apelidado de "The Beast" durante sua carreira na NFL. Marshall gosta de restaurar automóveis antigos. Ele é membro da fraternidade Kappa Alpha Psi e faz caridade com eles. Ele está envolvido em um esforço contínuo para reconstruir Larimer Park, em Pittsburgh, na Pensilvânia. Ele é casado e tem dois filhos.

### Transtorno de personalidade limítrofe

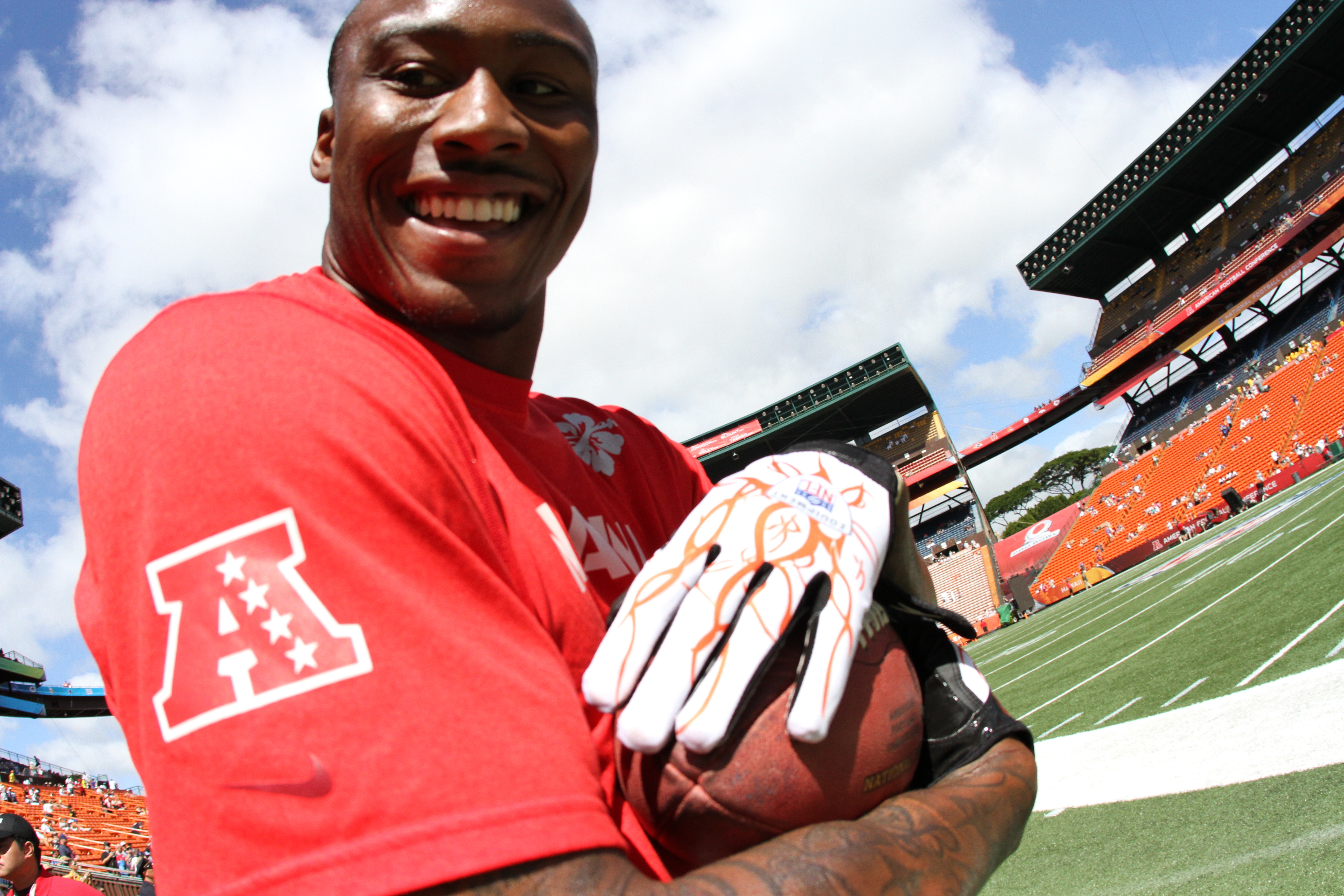
Marshall no Pro Bowl em 2011

Em 31 de julho de 2011, Marshall anunciou em uma entrevista coletiva que havia sido diagnosticado com transtorno de personalidade limítrofe (TPL) e que espera disseminar a consciência e a compreensão sobre a doença. Marshall disse que toda a sua carreira profissional e vida pessoal adulta foi marcada por sintomas de TPL, mas apenas recentemente, através do tratamento, aprendeu a lidar consciente e eficazmente com os problemas resultantes de suas ações. Marshall citou um estudo recente que sugere que pelo menos 35% dos presos do sexo masculino em todo o país, e 25% dos presos do sexo feminino, foram diagnosticados com TPL. Ele disse que espera ajudar a reduzir o estigma da TPL, além de encorajar e liderar outras pessoas com o distúrbio a receber cuidados adequados.
Em 10 de outubro de 2013, Marshall colocou um par de chuteiras Nike de cor verde em apoio à Semana de Conscientização sobre Doença Mental. Marshall prometeu doar qualquer multa que ele sofreu da NFL para caridade, um valor estimado de US $ 5.250. 
Em março de 2018, Brandon fez uma parceria com a Universidade de Michigan, o rapper Logic, Glenn Close, sua esposa Michi e a Fundação Steven Schwartzberg no lançamento de uma campanha intitulada Who Can Relate, uma campanha nacional de conscientização sobre saúde mental.

### Problemas Legais
De acordo com os registros públicos do Condado de Orlando-Orange, no Halloween de 2004, enquanto estudante da UCF, Marshall foi preso em Orlando sob a acusação de agressão a um policial, recusa em obedecer, conduta desordeira e resistir a um oficial.
Em 1 de janeiro de 2007, Marshall esteve presente em uma boate em Denver, Colorado, juntamente com seus colegas de equipe Javon Walker e Darrent Williams. O trio estava participando de uma festa de aniversário realizada pelo jogador do Denver Nuggets, Kenyon Martin. Enquanto os jogadores deixavam o clube em uma limusine, Williams foi baleado no pescoço depois que um assaltante desconhecido abriu fogo contra o veículo. Willie Clark foi mais tarde acusado do assassinato. Walker afirmou em entrevistas que foi uma retaliação depois de estar envolvido em uma briga com primo de Marshall mais cedo naquela noite.
Em abril 23, 2011, Marshall foi esfaqueado perto da barriga por sua esposa, Michi Nogami-Marshall. Ele foi levado para um hospital e foi liberado dois dias depois. Ele teve uma recuperação completa. Mais tarde, foi revelado pela polícia que a esposa de Marshall fez uma breve ligação para o 911, mas apenas descreveu uma emergência não especificada e nenhuma menção a um esfaqueamento ocorreu. Ela foi acusada e está livre sob fiança de US $ 7.500.
No início de domingo, 11 de março de 2012, dois dias antes de sua negociação com os Bears, Marshall foi acusado de bater na cara de uma mulher em um clube de Nova York e estar envolvido em uma confusão. O New York Post afirmou que Marshall, sua esposa e alguns amigos estavam no Marquee quando uma briga se seguiu, e Marshall socou a mulher abaixo do olho esquerdo, embora ele possa ter tentado acertar os amigos da mulher. A investigação terminou depois de uma falta de evidência do papel de Marshall no incidente.

## Conquistas

### Prêmios
- 6× Pro Bowl (2008, 2009, 2011, 2012, 2013, 2015)
- Primeira-Time All-Pro (2012)
- SegundaTime All-Pro (2015)
- Co-Líder da NFL em touchdowns (2015)
- MVP do Pro Bowl de 2012
- 3× AFC Jogador Ofensivo da Semana – Semana 2 (2008), Semana 14 (2009), Semana 13 (2015)
- 10.000 Jardas
- MVP do Havai Bowl de 2005
- Segunda-Time All-C-USA (2005)
- Número 15 de Marshall foi aposentado em Lake Howell High School (2012)

### Recordes e Marcos
- Primeiro a ter 1.000 jardas com quatro equipes diferentes (Denver, Miami, Chicago e NYJ)
- Mais temporadas com mais de 100 recepções (6)
- Mais recepções em um jogo de NFL (21)
- Mais recepções em cinco jogos na história da NFL (55)
- Primeiro jogador na história da NFL a ter, pelo menos, 10 recepções, em quatro dos cinco jogos (agora empatado com Calvin Johnson)
- Primeiro jogador desde 1960 a ter oito jogos com pelo menos 10 recepções em suas primeiras temporadas.
- Quinto jogador na história da NFL (primeiro jogador dos Broncos) a ter pelo menos 100 recepções em três temporadas seguidas
- Nono jogador na história da NFL (segundo jogador dos Broncos) a ter pelo menos 100 recepções em 2 temporadas (2007 e 2008)
- Terceiro jogador do segundo ano do jogador na história da NFL a ter pelo menos 100 recepções na temporada

### Recordes do New York Jets
- Mais recepções em uma única temporada: 109 (2015)
- Mais jardas em uma única temporada: 1,502 (2015)
- Mais touchdown em uma única temporada: 14 (2015) (Empatado com Don Maynard e Arte Powell)

### Recordes do Chicago Bears
- Mais recepções em uma única temporada: 118 (2012)
- Mais jardas em uma única temporada: 1,508 (2012)

### Recordes do Pro Bowl
- Mais touchdowns em um único jogo (4)